# Мустафино (Татарстан)
Мустафино — деревня в Сармановском районе Татарстана. Входит в состав Петровско-Заводского сельского поселения.

## География
Находится в восточной части Татарстана на расстоянии приблизительно 15 км на запад-северо-запад по прямой от районного центра села Сарманово на автомобильной дороге Заинск-Сарманово.

## История
Основана в начале XX века.

## Население
Постоянных жителей было: в 1920 году — 175, в 1926—204, в 1938—234, в 1949—200, в 1958—191, в 1970—197, в 1979 — 92, в 1989 — 93, 126 в 2002 году (татары 98 %), 90 в 2010.